# Opšta bolnica Bar
Opšta bolnica Bar ili u punom nazivu Javna zdravstvena ustanova Opšta bolnica „Blažo Jošov Orlandić“ Bar jedan je od sedam javno zdravstvena ustanova u Crnoj Gori za gravitaciono područje za opštine Bar, Ulcinj i deo Budve. U njoj je zastupljen viši nivo zdravstvene zastite, koji obuhvata složenije mjere i postupke u pogledu prevencije u odnosu na primarni nivo zdravstvene zaštite, dijagnostiku, lečenje, medicinsku rehabilitaciju, zdravstvenu negu, boravak i ishranu bolesnika.

## Naziv i dan bolnice
Bolnica nosi ime po narodnom heroju Blažu Jošovu Orlandiću, rođenom 3. oktobra 1912. godine, u Seocima, studentu medicine, koji je poginuo 7. juna 1943. godine.
Na osnovu odluke Savjeta Medicinskog centra „Blažo Orlandić“  Bar, 20. maja 1975. godine,  7. jun dan pogibije narodnog heroja  Blažu Jošovu Orlandiću, proglašen je za Dan javne zdravstvene ustanove Opšta bolnica „Blažo Jošov Orlandić“ Bar.

## Položaj i opšte informacije
Opšta bolnica bar nalazi se u Ulici Podgrad bb u Baru pomorskom grad u opštini Bar, u Crnoj Gori. Prema podacima iz 2016. godine na bolničku zdravstvenu zaštitu oslanjalo se pretežno stanovništvo regiona od Ulcinja do Budve (sa oko 80.000 stanovnika), kao i mnogobrojni turisti, kojih je u 2016. godini bilo u Baru i Ulcinju 352.754 i koji su ostvarili 2.514.070 noćenja.
Bolnica se na tercijalnu zdravstvenu zaštitu bolnica se oslanja na Klinički centar u Pogorici koji je udaljen 55 km.

## Istorija
Preduslovi
Začeci organizovane zdravstvenа službe u Baru datiraju iz 1923. godine, kada je osnovanju prve antimalarične stanice u Kraljevini SHS,Te godine je u Starom Baru, na Biskupiji, 1930. izgrađena  montažna zgrada u kojooj je radila Antimalarična ambulanta sa gradskim kupatilom.
Prvi Dom narodnog zdravlja sa narodnim kupatilom u Starom Baru osnovan je 1932. godine.. Izmešu dva svetska rata za smještaj bolesnika korišćeni su neki hotelski prostori na Pristanu.
Osnivanje i razvoj današnje bolnice
Narodna bolnica u Bar počela je sa radom nakon završetka Drugog svetskog rata 1. novembra 1946. godine, a sa sigurnošću se pod tim nazivom pominje u pismenoj formi od 2. oktobra 1951. godine.  Sredinom 1954. godine bolnica je promenila naziv  u Opšta bolnica „Blažo Orlandić“ Bar, u čast narodnog heroja Blaže Jošove Orlandića, studenta medicine, koji je poginuo 7. juna 1943. godine.
Po dolasku u Bar  10. juna 1949. godine dr Ivana Jovanović, hirurga,  na mesto prvog upravnika bolnice u Starom Baru, svaka ideja o formiranju Tropskog instituta na započetoj građevini, koja je te godine imala samo prizemlje i podrumski deo, odustalo se. U tom delu su kasnije smešteni kuhinja i vešernica Bolnice. Potom je usledila izgradnja Bolnice sa spratom i potkrovljem.
Naime još za vreme Drugog svestkog rata, Italijani su započeli izgradnju Bolnice u Starom Baru, a njen dovršetak je usledio krajem 1949. godine, kada je prestala sa radom privremena bonica na Pristanu. Bila je to, tada, moderna Bolnica površine 1.800 m² sa kapacitetom od 80 postelja. Sledila je dogradnja Bolnice i uvedeno je novih 40 postelja, tako da je Bolnica u Starom Baru imala kapacitet od 120 bolesničkih kreveta. U krugu bolnice, površine 3 hektara, izgrađeni su još neki objekti: magacin, garaža, mrtvačnica i stanica za transfuziju krvi (objekti postoje i danas, ali su van upotrebe).
Od 1. januara 1963. godine, Opšta bolnica „Blažo Orlandić“ Bar, Dom narodnog zdravlja Bar, Zdravstvena stanica Virpazar i Narodna apoteka Bar sa Odjeljenjem u Virpazaru u skladu se novim organizacionim promena u zdravstvu SFR Jugoslavije, postaju jedinstvena zdravstvena organizacija  - Medicinski centar „Blažo Orlandić“ Bar.
Tokom 1960-ih godina, u okviru bolnice izgrađena je zgrada administracije i uprave, koja je, zbog većih oštećenja, srušena nakon zemljotresa 15. aprila 1979.
Razvojem zdravstvene službe i orijentacijom da bolnica u Starom Baru bude i regionalna bolnica za opštine Bar i Ulcinj, započela je izgradnja nove Bolnice, kapaciteta 180 bolesničkih kreveta, površine 5.200 m². Nova bolnička zgrada, uz dosta problema oko obezbjeđivanja sredstava, završena je sredinom 1975. godine, a počela je sa radom septembra iste godine. Bila je to treća bolnica nakon Drugog svetskog rata izgrašena u posleratnom periodu u Crnoj Gori koja je i danas u funkciji.
Sledi nova reorganizacija i od nekadašnjeg OOUR-a Radne organizacije Bolničke službe RO Medicinski centar „Blažo Orlandić“ Bar, dana 31.avgusta.1991. godine formira se  JZU Opšta bolnica „Blažo Orlandić“ Bar, koja u tom obliku i organizaciji rada postoji i danas.

## Organizacija
Bolnica je organizivana kao javna zdravstvena ustanova na sekundarnom nivou zdravstvene zaštite, jer obavlja opšte zdravstveno lečenje, specijalističke konsultacije, specijalizovanu konsultativnu negu i hitnu medicinsku pomoć u četiri odjeljenja sa pripadajućim službama (odsjecima, ambulantama i ostalim sadržajima)
U okviru Opšta bolnice Bar postoje četiri odjeljenja sa devet odseka, sedam medicinskih službi sa sedam odseka i jedna nemedicinska služba sa 4 odseka:
- odeljenje opšta hirurgija
- odeljeneje interna medicina
- odeljenje ginekologije sa akušerstvom
- odeljenje pedijatarije

Navedene službe su organizovane kroz rad:
- devet bolničkih odseka,
- sedam medicinskih službi (laboratorijske dijanostike, anestezije i jedinice intenzivnog lečenja,  urgentne medicinske pomoći, radiološke dijagnostike, fizikalne medicine, medicinskog snabdevanja, kabineta za transfuziju krvi), sa sedam odseka
- specijalističkih ambulanti (internistička ambulanta, kardiološka ambulanta, endokrinološka ambulanta, Neurološka ambulanta, Infektološka ambulanta, Dermatološka ambulanta, Fizijatrijska ambulanta, Hirurška ambulanta, Ortopedska ambulanta, Urološka ambulanta, Ginekološka ambulanta, Oftalmološka ambulanta, ORL ambulanta, Citološka ambulanta, Neonatološka ambulanta)
- nemedicinske služba sa četiri odseka

## Rezultati rada
Prema pokazateljima rada iz 2016. godine bolnica godišnje u proseku obavi:
- 8.185 hospitalizacija pacijenata, koji se leče prosečno 5,68 dana i ostvare 45.618 bolesničkih dana
- 215.516 usluga, od toga 49.315 prvih pregleda, 19.573 kontrolnih pregleda, 5.393 konsultativnih pregleda i 141.135 ostalih uslug,
- 458.858 laboratorijskih i drugih dijagnostičkih analaliza,
- 45.678 radioloških usluga
- 1.177 operativnih zahvata
- 2.403 dijaliza
- 730 porođaja novorođenčadi

| Pokazatelji pruženih stacionarnih zdravstvenih usluga u 2013. godini. | Pokazatelji pruženih stacionarnih zdravstvenih usluga u 2013. godini. | Pokazatelji pruženih stacionarnih zdravstvenih usluga u 2013. godini. | Pokazatelji pruženih stacionarnih zdravstvenih usluga u 2013. godini. | Pokazatelji pruženih stacionarnih zdravstvenih usluga u 2013. godini. | Pokazatelji pruženih stacionarnih zdravstvenih usluga u 2013. godini. |
| Zauzete postelje po lekaru                                            | Zauzete postelje po sestri                                            | % korišćenja kapaciteta                                               | Prosečna dužina lečenja                                               | Broj slobodnih postelja                                               | Stopa smrtnosti na 1.000 lečenih                                      |
| --------------------------------------------------------------------- | --------------------------------------------------------------------- | --------------------------------------------------------------------- | --------------------------------------------------------------------- | --------------------------------------------------------------------- | --------------------------------------------------------------------- |
| 3,30                                                                  | 1,14                                                                  | 71,14                                                                 | 5,67                                                                  | 48,20                                                                 | 22,90 promila                                                         |

## Kadrovska struktura
U bolnici radi 276 zaposlenih (216 na neodređeneo, 60 na određeno), od čega je 200 medicinskih radnika:
Lekari (48)
- 41 lekara specijalista, u 16 različitih specijalizacija,
- 6 lekara na specijalizaciji,
- 1 inženjer med. saradnik
- 2 doktora medicinskih nauka, 7 magistara medicinskih nauka, 2 subspecijalista, 2 primarijusa

Medicinske sestre ili tehničara (152)
- 4 medicinskih sestara/tehničara sa VSS,
- 7 medicinskih sestara/tehničar i ostalih profila sa VŠS
- 141 medicinskih sestara/tehničar i ostalih profila sa SSS

Nemedicinski radnici (76)
- 4 sa VŠS ili VSS

## Infrastruktura
Prostorni kapaciteti bolnice su:
- 9.944,00 m² bruto građevinska površina
- 8.688,00 m² neto korisne površina
- 169 postelja za bolesnike
- 6 + 4 kreveta u jedinicama intenzivnog liječenja
- 3 klasične hirurške sale i 1 mala hirurška sala
- 19 ambulanti

## Odlikovanja i priznanja
JZU Opšta bolnica „Blažo Orlandić“ Bar za svoj dugogodišnji rad dobila je sledeća odlikovanja,  zahvalnica, priznanja i povelja,  među kojima su najznačajnija:
Odlikovanja
- 1975. - Oreden  zasluga za narod sa srebrnim zracima predsednika SFRJ Josipa Broza Tita, povodom pedesetokodišnjce rada, a za naročite zasluge u lečenju i zdravstvenoj zaštiti stanovništva, kao i značajan doprinost razvoju zdravstvene službe.

Zahvalnice
- 1973. - Medicinskog centra „Danilo I" Cetinje povodom stogodišnjice osnivanja i rada – Cetinje,
- 1985. - RO Jugolek, Beograd za dugogodišnju saradnju – Beograd
- 1991. - Prekookeanske plovidbe Bar povodom tridesetogodišnjice osnivanja – Bar,
- 1901. - JNA Komanda Titogradskog korpusa povodom pedesete godišnjice stvaranja Jugoslovenske narodne armije – Titograd, (komandant, general-major Radomir Eremija);
- 1995. - Srpske opštine Goražde za pomoć srpskom narodu – Goražde,
- 1995. -Sutjeska Beograd povodom 50 godina postojanja i izuzetnu poslovnu saradnju – Beograd,
- 1995. - Kolo srpskih sestara „Sveti Jovan Vladimir" Bar za plemenito učešće u dobrotvornim – Bar,
- 1996. - JZU Dom zdravlja Kotor – Društvo ljekara Crne Gore, sekcija Opšte bolnice za doprinos u organizacijia I stručne Konferencije opšte medicine Crne Gore sa međunarodnm učešćem – Kotor, 19.-21. jun 1996. godine.

Priznanja
- 1944. - Skupština opštine Bar na tridesetogodišnjicu oslobođenja Bara, uz nagradu povodom pedesetogodišnjice organizovanja zdravstvene službe i postignutih uspjeha u radu – Bar,
- 1982. - Crveni krst Crne gore za učešće na takmičenju ekipa Crvenog krsta Crne Gore – Sutomore,
- 1995. - Priznanje predsednik SIV-a za postignute rezultate u razvoju Civilne zaštite – Beograd, (Milka Planinc).

Povelje
- 1978 - SIZ za odmor i rekreaciju radnika –Beograd povodom dvadesetpetogodišnjice postojanja i rada povelja sa zlatnom značkom za izvanredne zasluge i doprinos razvoju SIZ za odmor i rekreaciju radnika – Beograd  (predsednik Skupštine Beograd);
- 1980. - Društvo zdravstvenih radnika Bara za dugogodišnji aktivni rad u društvu i doprinos razvoju zdravstva – Titograd,

## Napomene
1. ↑  Ova zgrada postoji i danas, ali je van upotrebe (bivše ORL odjeljenje)

## Spoljašnje veze
- Internet stranica Bolnice